# Samenbank
Samenbanken existieren sowohl in der Humanmedizin als auch in der Viehzucht und dem Pflanzenbau.
Der Begriff Samenbank hat mehrere nahe verwandte Bedeutungen:
- Einrichtungen, in denen Spermien gewonnen und konserviert werden, um diese zu einem späteren Zeitpunkt für eine ärztlich unterstützte künstliche Befruchtung zu verwenden.
- Die zahlreichen Saatgutbibliotheken in der Pflanzenzucht, in der Pflanzensamen unter optimalen Bedingungen aufbewahrt und damit für die Zukunft gesichert werden.
- Die natürlich im Boden befindlichen keimungsfähigen Pflanzensamen. Diese werden unter Einbeziehung der Sporenpflanzen und z. B. Brutzwiebeln auch Diasporenbank genannt.

## Humanmedizin
Eine sogenannte Samenbank ist in Deutschland eine Einrichtung, in der Samen zur heterologen Verwendung für eine ärztlich unterstützte künstliche Befruchtung gewonnen wird (§ 2 Abs. 1 SaRegG).
Die Spermien werden in der Samenbank von Spendern gewonnen, konserviert und dürfen nur an eine Einrichtung der medizinischen Versorgung im Sinne des § 1a Nr. 9 des Transplantationsgesetzes (Kinderwunschzentrum) abgegeben werden (§ 3 Abs. 1 SaRegG).
Nach einem Urteil des OLG Hamm aus dem Jahr 2013 haben auf diese Weise gezeugte Kinder ein Recht darauf, den Namen des Samenspenders zu erfahren. Das Samenspenderregistergesetz verpflichtet deshalb seit dem 1. Juli 2018 die Samenbanken, von dem Spender bestimmte personenbezogene Daten zu erheben (§ 2 Abs. 2 SaRegG) und an das Bundesinstitut für Arzneimittel und Medizinprodukte (BfArM) weiterzuleiten (§ 6 Abs. 4, § 7 Abs. 4 SaRegG), sobald die Samenbank von der Geburt des Kindes Kenntnis erlangt hat, insbesondere durch Mitteilung der Mutter (§ 4 Satz 3 SaRegG). Eine Person, die vermutet, durch heterologe Verwendung von Samen bei einer ärztlich unterstützten künstlichen Befruchtung gezeugt worden zu sein, hat gegenüber dem BfArM Anspruch auf Auskunft über die dort im Samenspenderregister gespeicherten Daten des Spenders (§ 10 SaRegG).
Seit 1989 ist in Deutschland die Samenspende unter Ehegatten zur Verwendung bei einer künstlichen Befruchtung eine Leistung der gesetzlichen Krankenversicherung (§ 27a SGB V). Spender für eine heterologe Verwendung müssen hinsichtlich ihres Alters, ihres Gesundheitszustandes und ihrer Anamnese für die Samenspende geeignet sein, damit Gesundheitsrisiken für die Empfängerin und das Kind, vor allem durch eine HIV-Infektion und Hepatitis, ausgeschlossen sind. Die medizinische Eignung des Spenders richtet sich nach § 6 Abs. 2 der aufgrund § 16a TPG erlassenen „Gewebeverordnung.“ In Deutschland regeln das Embryonenschutzgesetz und eine Richtlinie der Bundesärztekammer die straf- und die berufsrechtlichen Aspekte einer künstlichen Befruchtung. Danach kann auch eine heterologe Insemination zulässig sein, bei der der Samenspender kein Intimpartner der Empfängerin ist.
Während die Richtlinien der Bundesärztekammer rechtlich unverbindliche Kriterien aufstellen, die aber von den Landesärztekammern in die Berufsordnungen für Ärzte übernommen werden können, ist das Embryonenschutzgesetz unmittelbar von Samenbanken zu beachten.

## Veterinärmedizin
Im veterinärmedizinischen Bereich wird in den Samenbanken das Genmaterial für die künstliche Besamung überwiegend in der Nutztierzucht aufbewahrt.

## Pflanzenzucht
In der Pflanzenzucht werden Saatgutbanken genutzt, um das Genmaterial der Pflanzenarten zu sichern. In Deutschland besteht eine große Anzahl von verschiedenen Saatgutbibliotheken. Der Welttreuhandfonds für Kulturpflanzenvielfalt hat in Norwegen die Svalbard-Samenbank gebaut.